# Konrad Gruda
Konrad Gruda (ur. 25 października 1915 w Bielsku, zm. 11 czerwca 2012 w Wiesbaden) – polski dziennikarz sportowy.

## Życiorys
Urodził się jako Konrad Glückmann. W 1933 ukończył gimnazjum w Bielsku-Białej, następnie studiował prawo na Uniwersytecie Jagiellońskim. Po wybuchu II wojny światowej znalazł się we Lwowie, od 1941 służył w Armii Czerwonej, od 1943 w 1. Dywizji Piechoty im. Tadeusza Kościuszki. W 1944 został funkcjonariuszem Milicji Obywatelskiej, w latach 1945–1946 był Komendantem Wojewódzkim MO w Warszawie. Odszedł ze służby w 1949 w stopniu pułkownika.
W latach 1949–1954 był dyrektorem przedsiębiorstwa Orbis. Od sierpnia 1953 do kwietnia 1954 pracował w Międzynarodowej Komisji Repatriacyjnej w Korei. Od kwietnia 1954 do maja 1957 był kierownikiem Redakcji Sportowej Polskiego Radia, był pomysłodawcą audycji Kronika sportowa. W kolejnych latach prowadził audycje Sportu blaski, sportu cienie, czyli Gruda na antenie oraz Kolorowy świat sportu.
Na początku lat 60. służył w Międzynarodowej Komisji Nadzoru i Kontroli w Laosie. W latach 60. pracował w Telewizji Polskiej, m.in. jako redaktor odpowiedzialny Redakcji Sportowej, prowadził programy Medale i detale, Na zdrowie, Start i meta. W 1969 wyemigrował do RFN, gdzie pracował w telewizji ZDF, w 1972 został formalnie zdegradowany do stopnia szeregowca.
W 1949 został prezesem Polskiego Związku Pływackiego, a po jego likwidacji w 1951, został przewodniczącym Sekcji Pływackiej przy Głównym Komitecie Kultury Fizycznej i pełnił tę funkcję do reaktywacji PZP w 1957. W latach 1957–1960 był przewodniczącym Komisji Inwestycji PZP, w latach 1960–1962 wiceprezesem ds. sportowych, w latach 1962–1965 przewodniczącym Komisji Piłki Wodnej.
Opublikował książki Olimpiada z odniesieniem do domu (1957), Droga do Tokio (1965), 4 X 100 dla Polski (1967), Kein Sieg wie jeder andere. Sporterzählungen (1979), Mount Everest - auf Tod und auf Leben (1980), Jej dzień (2001). 

## Ordery i odznaczenia
- Złoty Krzyż Zasługi (4 października 1946)[1]